# Sajóbábony
Sajóbábony [šajóbáboň] je město v severovýchodním Maďarsku v župě Borsod-Abaúj-Zemplén, spadající pod okres Miskolc. Nachází se asi 6 km severozápadně od Miškovce. V roce 2015 zde žilo 2 786 obyvatel. Podle údajů z roku 2001 zde bylo 94 % maďarské a 6 % romské národnosti.
Blízko města protéká řeka Sajó. Nejbližšími městy jsou Miškovec a Sajószentpéter. Blízko jsou též obce Sajóecseg, Sajókeresztúr a Szirmabesenyő.